# Odynerus tinctipennis
Odynerus tinctipennis är en stekelart som beskrevs av Walker. Odynerus tinctipennis ingår i släktet lergetingar, och familjen Eumenidae. Inga underarter finns listade i Catalogue of Life.